# Routes E1xx
Pour un article plus général, voir Route européenne.
 (octobre 2024).
Si vous disposez d'ouvrages ou d'articles de référence ou si vous connaissez des sites web de qualité traitant du thème abordé ici, merci de compléter l'article en donnant les références utiles à sa vérifiabilité et en les liant à la section « Notes et références ».
Routes européennes de type 1xx.[style à revoir]

## Routes de classe A
| Routes E | Am.(*) | Trajet                                      | Itinéraire elbruz.org | Article(s) Wikipedia | Autres liens |
| -------- | ------ | ------------------------------------------- | --------------------- | -------------------- | ------------ |
| E 101    | (*)    | Moscou (RUS) − Kiev (UA)                    | -                     | -                    | -            |
| E 105    | -      | Kirkenes (N) − Yalta (UA)                   | E105                  | -                    | -            |
| E 115    | -      | Moscou - Machačkala (RUS) - Asie            | E115                  | -                    | -            |
| E 117    | (*)    | Mineraljnie Vodi − Vladikavkaz (RUS) − Asie | -                     | -                    | -            |
| E 119    | (*)    | Moscou − Makhatchkala (RUS) − Asie          | -                     | -                    | -            |

(*) Voir ci-dessous dans la section « amendement(s) »

## Routes de classe B
(sans objet)

## Amendement(s): extension ou modification du réseau
Ces routes, sauf les E105 et E115, sont issues d'amendements dans le cadre de l'extension du réseau à l'est.
- E 101 : Moscou − Kalouga − Briansk (RUS) − Glukhov − Kiev (UA)
- E 117 : Mineraljnie Vodi − Naltchik − Vladikavkaz (RUS) − Asie
- E 119 : Moscou − Tambov − Povorino − Volgograd − Astrakhan − Makhatchkala (RUS) − Asie
- E 121 : Samara (RUS) − Asie (route de référence)
- E 123 : Tcheliabinsk (RUS) − Asie (route de référence)
- E 125 : Ishim (RUS) − Asie (route de référence)
- E 127 : Omsk (RUS) − Asie (prolongement E 30) (route de référence)

Suivant amendements à l'accord européen sur les grandes routes de trafic international (doc. TRANS/SC.1/2001/3 du 20/07/2001 et TRANS/SC.1/2002/3 du 09/04/2002)

## Schéma général du réseau en U.E.
- schéma[style à revoir]